# Xenopirostris damii
Xenopirostris damii е вид птица от семейство Vangidae. Видът е застрашен от изчезване.

## Разпространение
Видът е разпространен в Мадагаскар.